# Лига справедливости (саундтрек)
| Оценки критиков | Оценки критиков                                                          |
| Источник        | Оценка                                                                   |
| --------------- | ------------------------------------------------------------------------ |
| Filmtracks      | 4 из 5 звёзд · 4 из 5 звёзд · 4 из 5 звёзд · 4 из 5 звёзд · 4 из 5 звёзд |

Лига справедливости: Оригинальный саундтрек к фильму (англ. Justice League: Original Motion Picture Soundtrack) — является музыкой к фильму «Лига справедливости» Дэнни Эльфмана. WaterTower Music выпустили альбом саундтреков 10 ноября 2017 года. Физическое издание было выпущено 8 декабря 2017 года той же компанией. Большая часть материала, использованного в саундтреке Эльфмана, была проигнорирована Томом Холкенборгом (которого Эльфман заменил в качестве композитора для театральной версии фильма 2017 года), когда он вернулся, чтобы написать музыку для режиссёрской версии фильма 2021 года.
Музыка получила неоднозначную оценку как критиков, так и фанатов. В то время как некоторые хвалили его оркестровое звучание и использование оригинальной темы Бэтмена Эльфмана, другие считали, что музыка является производной от предыдущих партитур Эльфмана и слишком сильно отличается от предыдущих партитур DCEU.

## Треклист
Вся музыка написана Дэнни Эльфманом, кроме отмеченных треков. Ти Джей Линдгрен, Пинар Топрак и Джефф Занелли написали дополнительную музыку.

Несмотря на отсутствие в саундтреке, театральная версия фильма включает небольшой отрывок темы «Krypton» («Look To The Stars» из CD-релиза 2013 года), созданной Хансом Циммером для «Человека из стали». Это единственное в фильме использование темы Супермена от Циммера. Также не вошёл в саундтрек хит «As If It’s Your Last» от BLACKPINK, который вместе с сопровождающим его музыкальным видео появляется в лаборатории Флэша, когда он встречает Брюса Уэйна.
| №                   | Название                                                                                               | Артист(ы)                  | Длительность |
| ------------------- | --- | -------------------------- | ------------ |
| 1.                  | «Everybody Knows» (Леонард Коэн и Шэрон Робинсон)                                                      | Сигрид                     | 4:25         |
| 2.                  | «The Justice League Theme — Logos»                                                                     |                            | 0:48         |
| 3.                  | «Hero’s Theme»                                                                                         |                            | 4:17         |
| 4.                  | «Batman on the Roof» (включает элементы темы Бэтмена 1989 года и «Men Are Still Good»)                 |                            | 2:34         |
| 5.                  | «Enter Cyborg»                                                                                         |                            | 2:00         |
| 6.                  | «Wonder Woman Rescue» (включает элементы «Is She with You?»)                                           |                            | 2:43         |
| 7.                  | «Hippolyta’s Arrow»                                                                                    |                            | 1:16         |
| 8.                  | «The Story of Steppenwolf»                                                                             |                            | 2:59         |
| 9.                  | «The Amazon Mother Box» (включает элементы «Is She with You?»)                                         |                            | 4:33         |
| 10.                 | «Cyborg Meets Diana»                                                                                   |                            | 2:36         |
| 11.                 | «Aquaman in Atlantis»                                                                                  |                            | 2:39         |
| 12.                 | «Then There Were Three» (включает элементы темы Бэтмена 1989 года)                                     |                            | 1:10         |
| 13.                 | «The Tunnel Fight» (включает элементы темы Бэтмена 1989 года)                                          |                            | 6:24         |
| 14.                 | «The World Needs Superman»                                                                             |                            | 1:00         |
| 15.                 | «Spark of The Flash»                                                                                   |                            | 2:18         |
| 16.                 | «Friends and Foes» (включает элементы темы Супермена от Джона Уильямса 1978 года)                      |                            | 4:14         |
| 17.                 | «Justice League United»                                                                                |                            | 1:24         |
| 18.                 | «Home»                                                                                                 |                            | 3:24         |
| 19.                 | «Bruce and Diana»                                                                                      |                            | 1:06         |
| 20.                 | «The Final Battle» (включает элементы темы Бэтмена 1989 года и темы Супермена 1978 года)               |                            | 6:14         |
| 21.                 | «A New Hope»                                                                                           |                            | 4:36         |
| 22.                 | «Anti-Hero’s Theme»                                                                                    |                            | 5:35         |
| 23.                 | «Come Together» (Леннон — Маккартни)                                                                   | Гари Кларк мл. и Junkie XL | 3:13         |
| 24.                 | «Icky Thump» (Джек Уайт)                                                                               | The White Stripes          | 4:14         |
| 25.                 | «The Tunnel Fight (Full Length)» (включает элементы темы Бэтмена 1989 года)                            |                            | 10:58        |
| 26.                 | «The Final Battle (Full Length)» (включает элементы темы Бэтмена 1989 года и темы Супермена 1978 года) |                            | 12:57        |
| 27.                 | «Mother Russia»                                                                                        |                            | 1:45         |
| Общая длительность: | Общая длительность:                                                                                    | Общая длительность:        | 101:22       |

## Чарты
| Чарты (2017)                      | Высшая позиция |
| --------------------------------- | -------------- |
| США (Billboard 200)               | 186            |
| США (Billboard Soundtrack Albums) | 11             |